# Giaglione
Giaglione (Jalyon in arpitano, Dzailloun in patois valdostano, Giajon in piemontese, Jaillons in francese) è un comune italiano di 595 abitanti della città metropolitana di Torino in Piemonte. Il paese è sito in alta Val di Susa posto a circa 6 chilometri dopo Susa (60 ad ovest da Torino), sulla strada che porta al colle del Moncenisio (S.S. 25).
Si estende all'imbocco di tre valli: la Val di Susa, la Val Cenischia e la Val Clarea.
Dopo aver vissuto per molti anni dei frutti dell'agricoltura montana (vino, castagne, formaggi) ultimamente ha scoperto una vocazione turistica.

## Storia
Le prime tracce risalgono all'VIII secolo. Probabilmente per via della posizione quasi dominante sulla Val di Susa, era la Signoria di ricche famiglie della valle che risiedevano in alcuni castelli fortificati (ancora visibile quello delle Menate).
Intorno al 1230 la potente famiglia degli Aschieri De Jalliono fece costruire in posizione strategica il Castello Superiore.

### Simboli
Lo stemma si presenta d'azzurro, ad un gallo poggiante su un prato, al naturale, accompagnato da un sole d'oro nel cantone destro, da una crocetta d'argento nel canton sinistro del capo, e da una croce trifogliata d'oro nel canton destro della punta. Motto: Audaciter vigilo. Il gonfalone è un drappo di rosso.

## Monumenti e luoghi d'interesse

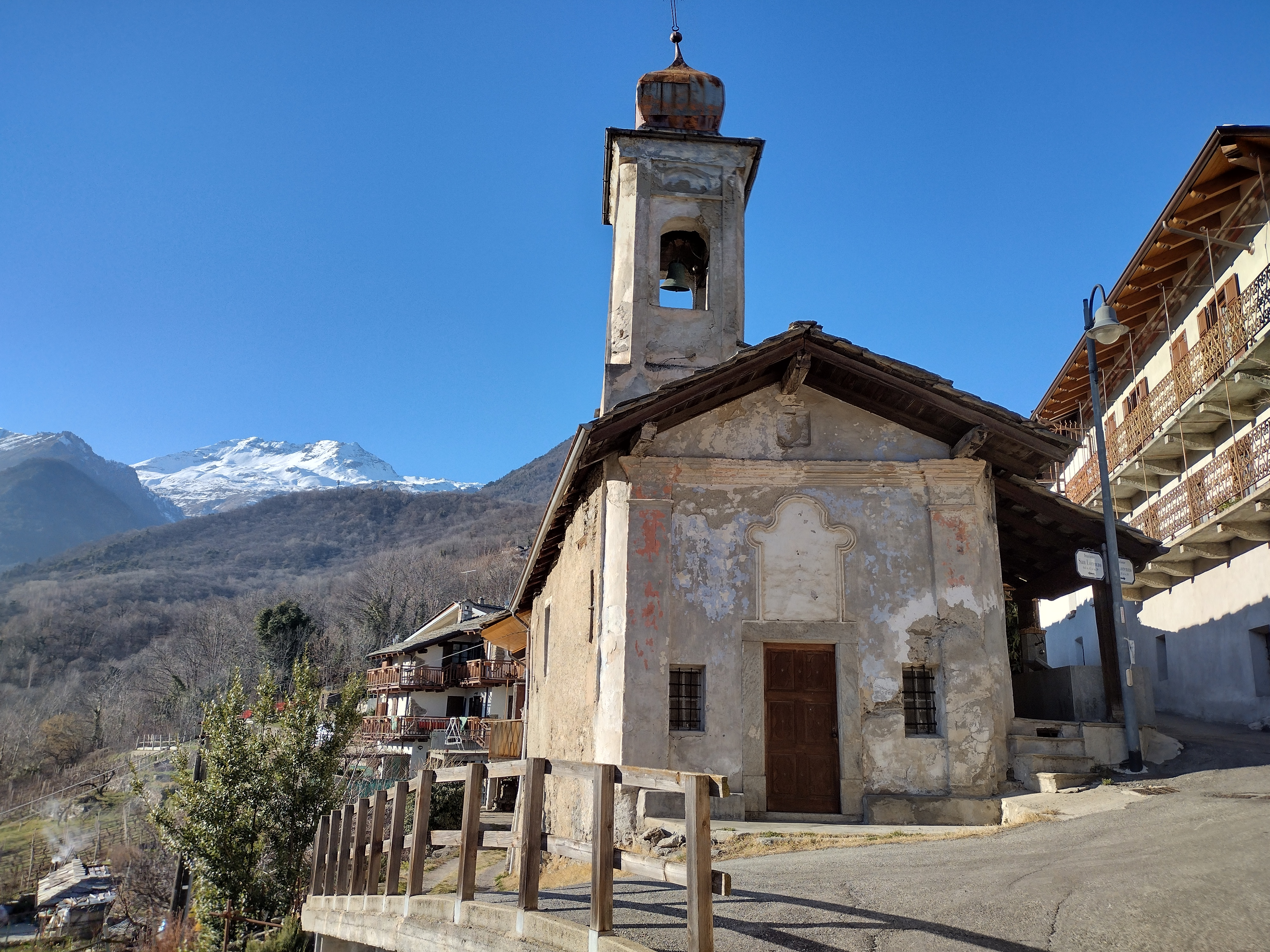
San Lorenzo

- La chiesa parrocchiale (in posizione fortemente panoramica: lo sguardo può spaziare su tutta la Val Cenischia e il Rocciamelone a nord, su tutta la Valle di Susa sino a Torino e al Colle della Maddalena a est, sulla catena dell'Orsiera-Rocciavrè e su Gravere a sud, verso l'Alta Valle Susa a Ovest) con affreschi e retable lignei.
- Il Museo diocesano d'arte sacra (Giaglione) in questa sede presenta notevoli reperti della tradizione scultorea lignea a cavallo tra Valle di Susa e Maurienne
- Il castagno monumentale, vicino alla chiesa parrocchiale di San Vincenzo (200 anni di età presunta)
- Nella frazione di Santo Stefano lungo un'antica via di transito transalpina si trova una modesta cappella che però ospita, sulla parete esterna, un grande affresco del XV secolo, raffigurante la Cavalcata dei vizi, le virtù e le pene dell'inferno.

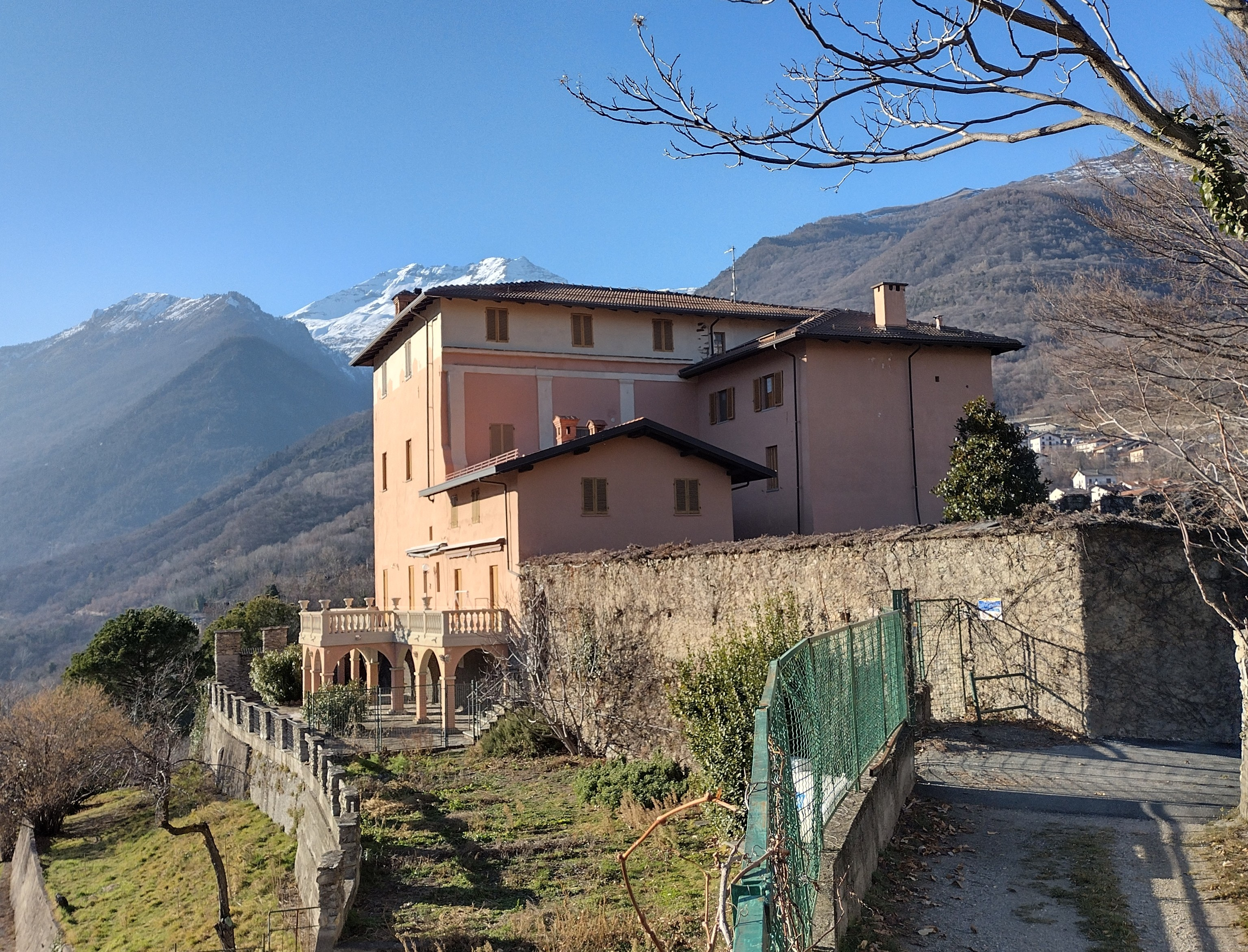
Castello di Menate

- Nella parte bassa del paese si trova il castello di Menate.
- Il Castello Superiore, risalente al 1230, è ridotto a pochi ruderi.
- Nei dintorni si trova la zona naturalistica della Val Clarea.
- Dall'estate 2021, è presente la prima Big Bench (o Panchina gigante) installata in Valle di Susa, più precisamente la n. 142 del Circuito Big Bench Community Project.

## Società

### Evoluzione demografica
Abitanti censiti

### Tradizioni e folclore

#### Danza degli Spadonari
La Danza degli Spadonari è una danza popolare di origine ancora oggi incerta, ma probabilmente può essere ricondotta ai riti pagani di propiziazione per favorire la fertilità della terra e l'abbondanza del raccolto.
Il confronto con alcune incisioni rupestri della Valcenischia (figure di armati di spada), stilisticamente attribuibili alla media età del Ferro (V-IV secolo a.C.), lascia supporre un'origine protostorica di tale danza.
Il collegamento al tema della fertilità è suggerito da alcuni particolari del costume: il pesante copricapo (l'elemento più rappresentativo) è completamente ricoperto da fiori variopinti.
L'abbigliamento è molto ricco di particolari e i tessuti utilizzati sono pregiati: il corpetto che ricopre i pantaloni blu e la camicia bianca è di tessuto damascato arricchito con ricami, pizzi, lustrini, frange e chiuso con alamari.
Intorno alla vita viene annodato un grembiule della stessa stoffa e con le stesse decorazioni del corpetto.
L'abbigliamento è completato da guanti bianchi e scarpe nere.
Gli Spadonari utilizzano lunghi spadoni dritti (lou sabro) con impugnatura in legno decorata e borchie in metallo che facilitano la presa. Caratteristica è la loro marcia in quanto non procedono a passi, ma a salti. Durante il percorso, accompagnati dalla Banda Musicale di Giaglione, compiono diverse evoluzioni.
L'esibizione della Danza degli Spadonari avviene in concomitanza della festa patronale di San Vincenzo martire (il 22 gennaio), si ripete la domenica successiva e alla festa della Madonna del Rosario la prima domenica di ottobre, e consiste nella danza degli stessi nel piazzale antistante la chiesa, con l'accompagnamento della banda. I protagonisti della festa sono i quattro "giovani" spadonari, le sei priore (tre coppie di età diversa) e la giovane portatrice del bran (lou bran), una struttura in legno con base di 90 centimetri e alta oltre 2 metri: un disco fissato alla base e due manici permettono a una giovane donna nubile di portarlo in equilibrio sulla testa durante la processione. Interamente ricoperto da una ricca decorazione di nastri, fiori e frutta, alla base accoglie una particolare forma di pane a ciambella preparato per l'occasione e che viene distribuito alla comunità giaglionese alla fine della messa.

## Amministrazione

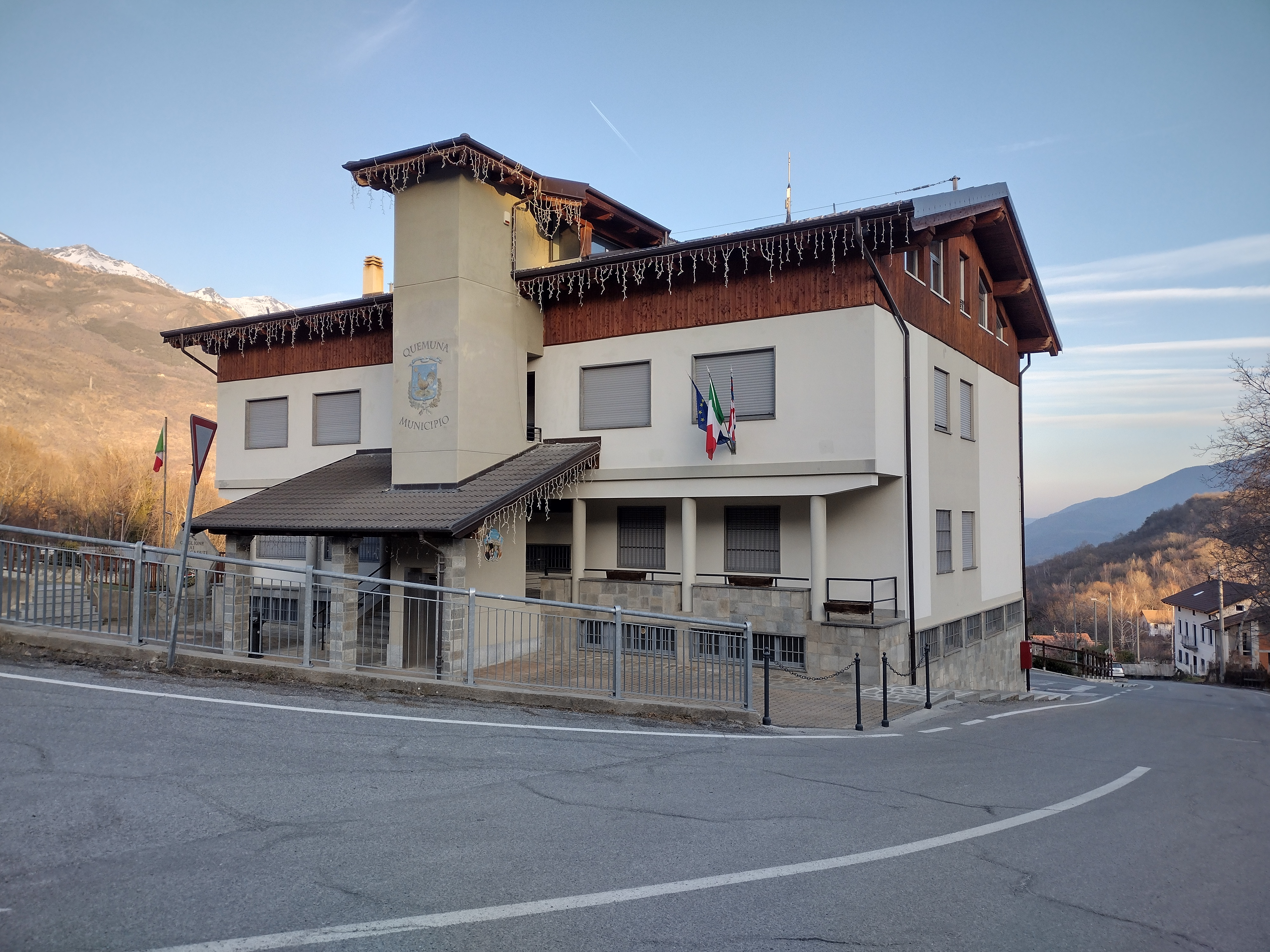
Il municipio

Di seguito è presentata una tabella relativa alle amministrazioni che si sono succedute in questo comune.
| Periodo        | Periodo        | Primo cittadino    | Partito                                     | Carica  | Note   |
| -------------- | -------------- | ------------------ | ------------------------------------------- | ------- | ------ |
| 6 giugno 1985  | 10 giugno 1990 | Ernesto Rumiano    | lista civica                                | Sindaco | [ 10 ] |
| 10 giugno 1990 | 24 aprile 1995 | Ernesto Rumiano    | lista civica                                | Sindaco | [ 10 ] |
| 24 aprile 1995 | 14 giugno 1999 | Enzo Vayr          | -                                           | Sindaco | [ 10 ] |
| 14 giugno 1999 | 14 giugno 2004 | Enzo Vayr          | centro-sinistra                             | Sindaco | [ 10 ] |
| 14 giugno 2004 | 8 giugno 2009  | Milena Plano       | lista civica                                | Sindaco | [ 10 ] |
| 8 giugno 2009  | 26 maggio 2014 | Ezio Paini         | lista civica                                | Sindaco | [ 10 ] |
| 26 maggio 2014 | 27 maggio 2019 | Ezio Paini         | lista civica In difesa dei nostri valori    | Sindaco | [ 10 ] |
| 27 maggio 2019 | 9 giugno 2024  | Marco Rey          | lista civica Dzalhoun insieme per Giaglione | Sindaco | [ 10 ] |
| 9 giugno 2024  | in carica      | Enzo Campo Bagatin | lista civica Uniti per Giaglione            | Sindaco | [ 10 ] |

### Gemellaggi
- Val-Cenis, 14 agosto 2010

### Altre informazioni amministrative
Il comune faceva parte della Comunità Montana Valle Susa e Val Sangone.